# بالبرده د کامپس
بالبرده د کامپس (به اسپانیایی: Valverde de Campos) یک شهرستان در اسپانیا است که در استان وایادولید واقع شده‌است.